# Saxifraga sempervivum
Saxifraga sempervivum — вид растений рода Камнеломка (Saxifraga) семейства Камнеломковые (Saxifragaceae), произрастающий на территории Балканского полуострова и Турции.

## Описание

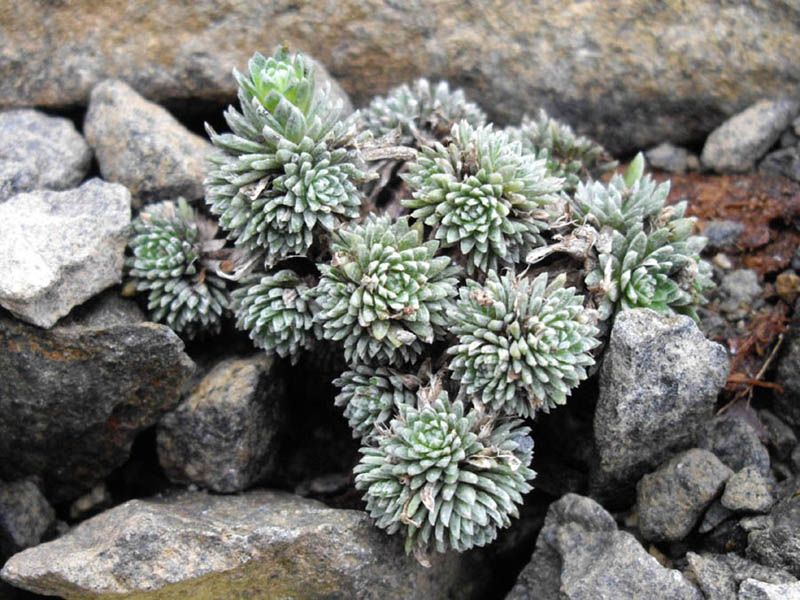
Рыхлые коврики

Многолетнее растение образует рыхлые подушки или коврики. Внешние розеточные листья обычно имеют размеры 5–15 × 1,5–2,5 мм. Они линейные или продолговатые до обратноланцетных, острые, серовато-зеленые, их текстура может быть жесткой или мягкой. Листья имеют узкие гиалиновые края и реснички только у основания. Стеблевые листья и прицветники имеют красновато-фиолетовый цвет с зелеными кончиками.
Соцветие представляет собой колосовидную кисть с 6–16 цветками. В бутоне оно поникающее, а при раннем цветении становится прямостоячим. Цветоносы достигают длины 6–15 см и покрыты железистым опушением. Они имеют красновато-фиолетовый оттенок и 10–15 стеблевых листьев, обычно менее 10 мм длиной. Чашечка обычно покрыта густым железистым опушением и имеет темно-красновато-фиолетовый оттенок. Чашелистики могут быть острыми или подострыми и покрыты железистыми ресничками. Лепестки имеют размеры 2,5–3 × 1–2 мм и немного короче чашелистиков. Они имеют красновато-фиолетовый цвет и могут быть цельнокрайними или зубчатыми на вершине. Клюв коробочки короткий и не выступает из чашечки.

## Распространение и экология
Растение распространено в Горах Балкан от Черногории и центральной Болгарии до Пелопоннеса на юге. Также растение можно встретить в западной Анатолии, неподалеку от Бурсы. Оно предпочитает произрастать в расщелинах карбонатных пород, расположенных на высотах от 1600 до 2900 метров.

## Таксономия
Saxifraga sempervivum K.Koch, первое упоминание в Linnaea 19: 40 (1846).

### Синонимы
Гетеротипные (основанные на разных номенклатурных типах):
- Saxifraga gouanii f. cernagorica N.Terracc. (1892)
- Saxifraga media var. sibthorpiana Griseb. (1843)
- Saxifraga porophylla var. sibthorpiana (Griseb.) Engl. & Irmsch. (1919)
- Saxifraga thessalica Schott, Nyman & Kotschy (1854)